# Mort cel·lular programada
La mort cel·lular programada (MCP) és la mort d'una cèl·lula de qualsevol forma, mitjançada per un programa intracel·lular. A diferència de la necrosi, que és una forma de mort cel·lular que es produeix a causa d'una lesió tissular aguda i que provoca una resposta inflamatòria, l'MCP es produeix en un procés regulat que generalment dona un avantatge durant el cicle vital d'un organisme. L'MCP compleix funcions importants en el desenvolupament tissular tant dels vegetals com dels metazous (animals multicel·lulars).

## Tipus

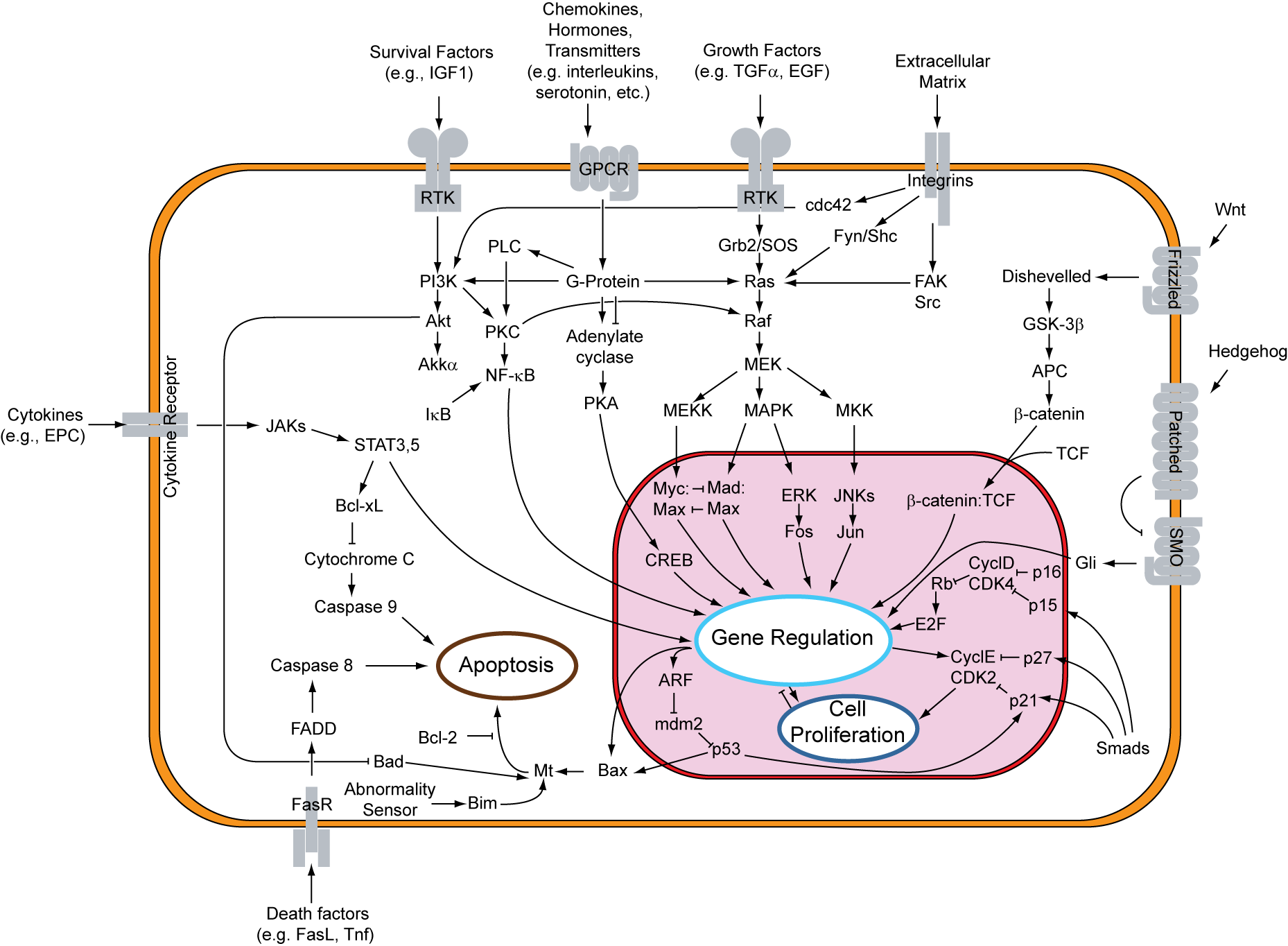
Apoptosi.

- Apoptosi o Tipus I de mort cel·lular.
- Autofàgia o Tipus II de mort cel·lular (citoplasmàtica: caracteritzada per la formació de grans vacúols que es mengen orgànuls dins una seqüència específica abans que el nucli de la cèl·lula es destrueixi.)[2]
- Mort cel·lular necròtica o de Tipus-III[3]

A més d'aquest tres tipus s'han descobert altres vies.
Anomenades "mort cel·lular programada no apoptòtica" (o "caspasa-independent" o "similar a la necrosi"), aquestes vies alternatives de mort cel·lular són tan eficients com l'apoptosi.
Altres formes de mort cel·lular programada inclouen l'anoikis, gairebé idèntica a l'apoptosi excepte en la seva inducció; cornificació, una forma de mort cel·lular exclusiva dels ulls; excitotoxicitat i degeneració Walleriana.
Les cèl·lules de les plantes experimenten processos particulars de MCP els quals són similars a l'autofàgia. Tanmateix algunes característiques comunes de MCP es conserven tant en plantes com en metazous.

## Factors d'atròfia
Un factor d'atròfia és una força que causa que una cèl·lula biològica s'atrofiï (és a dir que mori). Només es consideren que siguin factors d'atròfia forces naturals dins les cèl·lules. Els que es llisten a sota es considera que són factors comuns d'atròfia;
1. Disminució de la càrrega de treball
2. Pèrdua d'innerviació
3. Disminució del subministrament de sang
4. Nutrició inadequada
5. Pèrdua d'estimulació endocrina
6. Senilitat
7. Compressió

## Història
El concepte de "mort cel·lular programada " va ser usat per Lockshin & Williams l'any 1964 en relació al desenvolupament dels teixits d'insectes uns vuit anys abans que s'encunyès el concepte d'"apoptosi". Des d'aleshores el MCP va passar a ser el més general d'aquests dos termes.
La MCP ha estat objecte de molta recerca científica. Va comportar el Premi Nobel de Fisiologia i Medicina de l'any 2002 per a Sydney Brenner, H. Robert Horvitz i John E. Sulston.

## La MCP en els teixits de les plantes
La mort programada en plantes té un gran nombre de similituds moleculars amb l'apoptosi animal, però també té diferències, la més òbvia és la presència d'una paret cel·lular i la manca de sistema immunitari que tregui els trossos de la cèl·lula morta. En lloc de la resposta immunitària la cèl·lula moribunda sintetitza substàncies que fan que es degradi ella mateixa i la posa en el vaquol que es trenca a mesura que la cèl·lula mor.
Bonke i col·laboradors constataren que el sistema de transport, xilema, de les plantes vasculars s'organitza per mort cel·lular programada.